# Calamiteus waterschap
Een calamiteus waterschap (of calamiteuze polder) was een speciaal soort waterschap in (vooral) de Nederlandse provincie Zeeland. Een polder die niet in staat was de kosten van zeewering en oeververdediging zelfstandig te dragen, kon op zijn verzoek door Provinciale Staten, na goedkeuring door de Kroon, calamiteus verklaard worden. Door deze regeling konden extra gelden vrijgemaakt worden voor de zeewering.

## Wet van 1870
Het geheel werd geregeld per wet van 19 juli 1870 (Staatsblad nr. 119). In het geval van een calamiteuze polder werd er een apart waterschap opgericht, dat de zorg kreeg over de zeewering en de vooroever, met een bestuur dat samengesteld werd uit de calamiteuze polder en de onmiddellijk door de zeedijk beschermde aangrenzende polders. Het beheer van de (inliggende) polders bleef gewoon bestaan (als polderbestuur of waterschap).
Het waterschap kon zelf belastingen heffen, maar wanneer er tekorten zouden ontstaan nam de rijksoverheid twee derde van het tekort voor haar rekening en de provincie een derde (in 1948 werd de verhouding gewijzigd in 4/5 Rijk en 1/5 provincie).

## Na 1953
De meeste calamiteuze polders en waterschappen lagen in Zeeland, maar er waren er ook in andere provincies. Na de stormvloed van 1 februari 1953 werden in Zeeland de meeste polderbesturen in 1959 geconcentreerd in nieuwe waterschappen, een per Zeeuws eiland. Om de voordelen van de wet van 1870 niet te verliezen bleven de besturen van de calamiteuze polders verantwoordelijk voor de zeewering en oeververdediging.
Na langer dan een eeuw van groot belang te zijn geweest voor een goede kwaliteit van het dijkonderhoud, werd de wet op de calamiteuze polders per 1 januari 1978 ingetrokken.